# Le ballerine dei milioni
Le ballerine dei milioni, noto anche come Le ballerine e i milioni (The Million Dollar Dollies) è un film muto del 1918 diretto da Léonce Perret. La storia è una commedia interpretata da Yancsi e Rosie Dolly, le popolari Dolly Sisters, due gemelle nate in Ungheria e diventate stelle della rivista musicale americana.

## Produzione
Il film fu prodotto dalla Emerald Pictures Company per Screen Classics Inc. e venne girato all'Iverson Ranch, all'1 di Iverson Lane di Chatsworth, a Los Angeles.

## Distribuzione
Distribuito dalla Metro Pictures Corporation, il film uscì nelle sale cinematografiche statunitensi il 25 maggio 1918. In Italia venne distribuito tra il 1919 e il 1920.

## Versione italiana
Nella versione italiana le due attrici vennero presentate come Rosina e Rosetta